# パヴェル・パドルノス

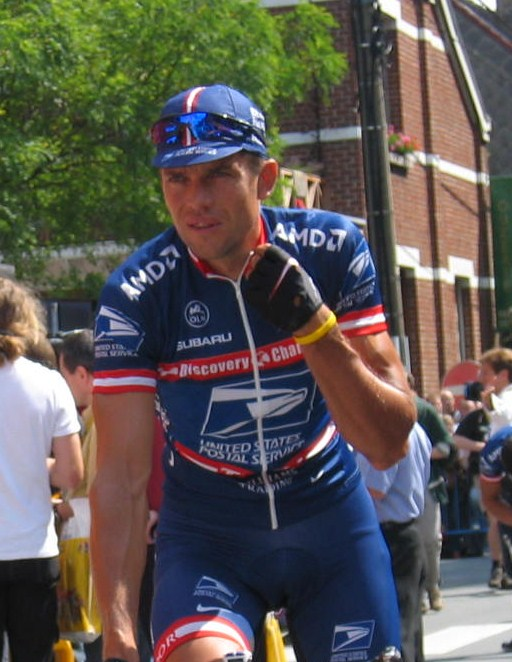
パヴェル・パドルノス

パヴェル・パドルノス（Pavel Padrnos, 1970年12月17日 - ）は、チェコの自転車ロードレース選手。身長189cm。

## 略歴
チェコ、トシェビーチ郡のペトロヴィツェ出身。1994年、バイエルン一周およびヘッセン一周、1995年、ピースレース、ニーダーザクセン一周、ヘッセン一周でそれぞれ優勝。1996年にプロに転向した。1997年、ツール・ド・フランス、ジロ・デ・イタリアに初出場。ツール・ド・フランスでは2003年から2005年まで3年連続で第4ステージ優勝（チームTT）。夏季オリンピックにはチェコ代表として自転車競技に2度出場し、1992年のバルセロナオリンピックでは69位、2000年のシドニーオリンピックでは70位。

## 所属
1996年
ティコ（チェコ）
1997年
ロスロット・ZGモビーリ（イタリア）
1998年
サエコ（イタリア）
1999年
ランプレ＝ダイキン（イタリア）
2000年
サエコ＝ヴァッリ＆ヴァッリ（イタリア）
2001年
サエコ（イタリア）
2002年
USポスタルサービス（アメリカ）
2003年 - 2004年
USポスタルサービス＝ベリー・フロア（アメリカ）
2005年 -
ディスカバリーチャンネル（アメリカ）